# Carlos Fernández Valdovinos
Carlos Gustavo Fernández Valdovinos (Asunción, Paraguay, 9 de febrero de 1965) es un economista paraguayo. Entre octubre de 2013 y agosto de 2018 fue el presidente del Banco Central del Paraguay. Es el actual titular del Ministerio de Economía y Finanzas desde el 15 de agosto de 2023. Al momento de asumir el cargo, el mismo era conocido como Ministerio de Hacienda, hasta su reformulación como Ministerio de Economía y Finanzas nueve días después el 24 de agosto.

## Biografía
Nació el 9 de febrero de 1965 en Asunción, Paraguay. Es licenciado en Economía por la Universidad Federal de Paraná (1990), máster en Economía por la Universidad de Illinois en Urbana-Champaign (1994), doctor en Economía por la Universidad de Chicago, EE. UU. (1999). 
Se desempeñó como funcionario del Banco Central del Paraguay (BCP): jefe de la Sección de Programación Monetaria (1991-1992); asesor del gerente de Estudios Económicos (1999-2001); gerente de Estudios Económicos (2001-2004). Se trasladó al Banco Mundial (BM), en Washington D. C., fue economista sénior para Argentina (2004-2006). Posteriormente en el Fondo Monetario Internacional (FMI) prestó servicios como economista sénior para los departamentos de África, Europa y del Hemisferio Occidental (2016-2011). Además fue representante Residente del FMI para Brasil y Bolivia.
El 3 de octubre del 2013, asumió la presidencia del Banco Central del Paraguay, hasta agosto de 2018.  
En octubre del 2018, fue nombrado miembro del Directorio del Banco Basa. 
En el área académica se desempeñó como docente. En Paraguay ejerció la enseñanza en la Universidad Nacional de Asunción y Universidad Católica Nuestra Señora de la Asunción; en Argentina en la Universidad de San Andrés; y en Estados Unidos , y en la Universidad de Georgetown.

## Ministro de Hacienda
El 23 de junio de 2023 fue designado por Santiago Peña como ministro de Hacienda en el nuevo gobierno que tomaría posesión el 15 de agosto del mismo año.

## Publicaciones
- Año nuevo, mundo nuevo (2019)[5]
- ¿Quo vadis, Paraguay? (2018)[6]
- Las cuatro C de los Bancos Centrales (2018)[7]
- La revolución Fintech (2018)[8]
- En busca de la IED perdida (2017)[9]
- Ser o no ser (deudor), esa es la cuestión[10] (2016)
- Paraguay: Regulator Statement[11] (2016)
- Paraguay: Más allá de la Estabilidad Macroeconómica. Logros y desafíos[12] (2016)
- Darwin y las especies[13] (2015)
- Paraguay: Central Bank Statement[14] (2015)
- No se construye en días de lluvia[15] (2015)
- La hormiga y las cigarras[16] (2014)
- ¿Estamos listos?[17] (2014)
- El Guaraní 70 años de Estabilidad. Una Conquista de la Sociedad[18] (2013)
- Inflation Uncertainty and Relative Price Variability in WAEMU Countries[19] (2011) Fondo Monetario Internacional Working Paper No. 11/59. Premios y reconocimientos.
- Economic Growth in Paraguay[20] - Coautor (2006). In Sources of Growth in Latin America. What is Missing?
- Further evidence on Friedman’s hypothesis: The case of Paraguay December (2001).[21] Cuadernos de Economía, No. 115. Pontificia Universidad Católica de Chile.
- Inflation and economic growth in the long run[22] (2003). Economic Letters Elsevier-North Holland, Vol. 80, No. 2, pp. 167-173.

## Premios y reconocimientos
- Mejor Banquero Central 2018 - Global Finance[23]
- Mejor Banquero Central 2017 - Global Finance[24]
- Banquero Central del Año 2017 - Central Banking[25]
- Banquero Central del Año-Américas 2017 - The Banker[26][27]
- Mejor Banquero Central 2016 - Global Finance[28]
- Mejor Banquero Central 2015 - Global Finance[29]